# Unicodeblock Chakma
Der Unicode-Block Chakma (11100–1114F) enthält die Chakma-Schrift, ein Abkömmling der Brahmi-Schrift, der zur Schreibung der gleichnamigen Sprache verwendet wird.

## Tabelle
| Unicodenummer   | Zeichen (400 %) | Kategorie                               | Bidirektionale Klasse       | Offizielle Bezeichnung  | Beschreibung                |
| --------------- | --------------- | --------------------------------------- | --------------------------- | ----------------------- | --------------------------- |
| U+11100 (69888) | 𑄀                | Markierung ohne Extrabreite             | Markierung ohne Extrabreite | CHAKMA SIGN CANDRABINDU | Chakma-Zeichen Chandrabindu |
| U+11101 (69889) | 𑄁                | Markierung ohne Extrabreite             | Markierung ohne Extrabreite | CHAKMA SIGN ANUSVARA    | Chakma-Zeichen Anusvara     |
| U+11102 (69890) | 𑄂                | Markierung ohne Extrabreite             | Markierung ohne Extrabreite | CHAKMA SIGN VISARGA     | Chakma-Zeichen Visarga      |
| U+11103 (69891) | 𑄃               | anderer Buchstabe, Silbe oder Ideogramm | links nach rechts           | CHAKMA LETTER AA        | Chakma-Buchstabe Aa         |
| U+11104 (69892) | 𑄄               | anderer Buchstabe, Silbe oder Ideogramm | links nach rechts           | CHAKMA LETTER I         | Chakma-Buchstabe I          |
| U+11105 (69893) | 𑄅               | anderer Buchstabe, Silbe oder Ideogramm | links nach rechts           | CHAKMA LETTER U         | Chakma-Buchstabe U          |
| U+11106 (69894) | 𑄆               | anderer Buchstabe, Silbe oder Ideogramm | links nach rechts           | CHAKMA LETTER E         | Chakma-Buchstabe E          |
| U+11107 (69895) | 𑄇               | anderer Buchstabe, Silbe oder Ideogramm | links nach rechts           | CHAKMA LETTER KAA       | Chakma-Buchstabe Kaa        |
| U+11108 (69896) | 𑄈               | anderer Buchstabe, Silbe oder Ideogramm | links nach rechts           | CHAKMA LETTER KHAA      | Chakma-Buchstabe Khaa       |
| U+11109 (69897) | 𑄉               | anderer Buchstabe, Silbe oder Ideogramm | links nach rechts           | CHAKMA LETTER GAA       | Chakma-Buchstabe Gaa        |
| U+1110A (69898) | 𑄊               | anderer Buchstabe, Silbe oder Ideogramm | links nach rechts           | CHAKMA LETTER GHAA      | Chakma-Buchstabe Ghaa       |
| U+1110B (69899) | 𑄋               | anderer Buchstabe, Silbe oder Ideogramm | links nach rechts           | CHAKMA LETTER NGAA      | Chakma-Buchstabe Ngaa       |
| U+1110C (69900) | 𑄌               | anderer Buchstabe, Silbe oder Ideogramm | links nach rechts           | CHAKMA LETTER CAA       | Chakma-Buchstabe Caa        |
| U+1110D (69901) | 𑄍               | anderer Buchstabe, Silbe oder Ideogramm | links nach rechts           | CHAKMA LETTER CHAA      | Chakma-Buchstabe Chaa       |
| U+1110E (69902) | 𑄎               | anderer Buchstabe, Silbe oder Ideogramm | links nach rechts           | CHAKMA LETTER JAA       | Chakma-Buchstabe Jaa        |
| U+1110F (69903) | 𑄏               | anderer Buchstabe, Silbe oder Ideogramm | links nach rechts           | CHAKMA LETTER JHAA      | Chakma-Buchstabe Jhaa       |
| U+11110 (69904) | 𑄐               | anderer Buchstabe, Silbe oder Ideogramm | links nach rechts           | CHAKMA LETTER NYAA      | Chakma-Buchstabe Nyaa       |
| U+11111 (69905) | 𑄑               | anderer Buchstabe, Silbe oder Ideogramm | links nach rechts           | CHAKMA LETTER TTAA      | Chakma-Buchstabe Ttaa       |
| U+11112 (69906) | 𑄒               | anderer Buchstabe, Silbe oder Ideogramm | links nach rechts           | CHAKMA LETTER TTHAA     | Chakma-Buchstabe Tthaa      |
| U+11113 (69907) | 𑄓               | anderer Buchstabe, Silbe oder Ideogramm | links nach rechts           | CHAKMA LETTER DDAA      | Chakma-Buchstabe Ddaa       |
| U+11114 (69908) | 𑄔               | anderer Buchstabe, Silbe oder Ideogramm | links nach rechts           | CHAKMA LETTER DDHAA     | Chakma-Buchstabe Ddhaa      |
| U+11115 (69909) | 𑄕               | anderer Buchstabe, Silbe oder Ideogramm | links nach rechts           | CHAKMA LETTER NNAA      | Chakma-Buchstabe Nnaa       |
| U+11116 (69910) | 𑄖               | anderer Buchstabe, Silbe oder Ideogramm | links nach rechts           | CHAKMA LETTER TAA       | Chakma-Buchstabe Taa        |
| U+11117 (69911) | 𑄗               | anderer Buchstabe, Silbe oder Ideogramm | links nach rechts           | CHAKMA LETTER THAA      | Chakma-Buchstabe Thaa       |
| U+11118 (69912) | 𑄘               | anderer Buchstabe, Silbe oder Ideogramm | links nach rechts           | CHAKMA LETTER DAA       | Chakma-Buchstabe Daa        |
| U+11119 (69913) | 𑄙               | anderer Buchstabe, Silbe oder Ideogramm | links nach rechts           | CHAKMA LETTER DHAA      | Chakma-Buchstabe Dhaa       |
| U+1111A (69914) | 𑄚               | anderer Buchstabe, Silbe oder Ideogramm | links nach rechts           | CHAKMA LETTER NAA       | Chakma-Buchstabe Naa        |
| U+1111B (69915) | 𑄛               | anderer Buchstabe, Silbe oder Ideogramm | links nach rechts           | CHAKMA LETTER PAA       | Chakma-Buchstabe Paa        |
| U+1111C (69916) | 𑄜               | anderer Buchstabe, Silbe oder Ideogramm | links nach rechts           | CHAKMA LETTER PHAA      | Chakma-Buchstabe Phaa       |
| U+1111D (69917) | 𑄝               | anderer Buchstabe, Silbe oder Ideogramm | links nach rechts           | CHAKMA LETTER BAA       | Chakma-Buchstabe Baa        |
| U+1111E (69918) | 𑄞               | anderer Buchstabe, Silbe oder Ideogramm | links nach rechts           | CHAKMA LETTER BHAA      | Chakma-Buchstabe Bhaa       |
| U+1111F (69919) | 𑄟               | anderer Buchstabe, Silbe oder Ideogramm | links nach rechts           | CHAKMA LETTER MAA       | Chakma-Buchstabe Maa        |
| U+11120 (69920) | 𑄠               | anderer Buchstabe, Silbe oder Ideogramm | links nach rechts           | CHAKMA LETTER YYAA      | Chakma-Buchstabe Yyaa       |
| U+11121 (69921) | 𑄡               | anderer Buchstabe, Silbe oder Ideogramm | links nach rechts           | CHAKMA LETTER YAA       | Chakma-Buchstabe Yaa        |
| U+11122 (69922) | 𑄢               | anderer Buchstabe, Silbe oder Ideogramm | links nach rechts           | CHAKMA LETTER RAA       | Chakma-Buchstabe Raa        |
| U+11123 (69923) | 𑄣               | anderer Buchstabe, Silbe oder Ideogramm | links nach rechts           | CHAKMA LETTER LAA       | Chakma-Buchstabe Laa        |
| U+11124 (69924) | 𑄤               | anderer Buchstabe, Silbe oder Ideogramm | links nach rechts           | CHAKMA LETTER WAA       | Chakma-Buchstabe Waa        |
| U+11125 (69925) | 𑄥               | anderer Buchstabe, Silbe oder Ideogramm | links nach rechts           | CHAKMA LETTER SAA       | Chakma-Buchstabe Saa        |
| U+11126 (69926) | 𑄦               | anderer Buchstabe, Silbe oder Ideogramm | links nach rechts           | CHAKMA LETTER HAA       | Chakma-Buchstabe Haa        |
| U+11127 (69927) | 𑄧                | Markierung ohne Extrabreite             | Markierung ohne Extrabreite | CHAKMA VOWEL SIGN A     | Chakma-Vokalzeichen A       |
| U+11128 (69928) | 𑄨                | Markierung ohne Extrabreite             | Markierung ohne Extrabreite | CHAKMA VOWEL SIGN I     | Chakma-Vokalzeichen I       |
| U+11129 (69929) | 𑄩                | Markierung ohne Extrabreite             | Markierung ohne Extrabreite | CHAKMA VOWEL SIGN II    | Chakma-Vokalzeichen Ii      |
| U+1112A (69930) | 𑄪                | Markierung ohne Extrabreite             | Markierung ohne Extrabreite | CHAKMA VOWEL SIGN U     | Chakma-Vokalzeichen U       |
| U+1112B (69931) | 𑄫                | Markierung ohne Extrabreite             | Markierung ohne Extrabreite | CHAKMA VOWEL SIGN UU    | Chakma-Vokalzeichen Uu      |
| U+1112C (69932) | 𑄬                | Markierung mit Extrabreite              | links nach rechts           | CHAKMA VOWEL SIGN E     | Chakma-Vokalzeichen E       |
| U+1112D (69933) | 𑄭                | Markierung ohne Extrabreite             | Markierung ohne Extrabreite | CHAKMA VOWEL SIGN AI    | Chakma-Vokalzeichen Ai      |
| U+1112E (69934) | 𑄮                | Markierung ohne Extrabreite             | Markierung ohne Extrabreite | CHAKMA VOWEL SIGN O     | Chakma-Vokalzeichen O       |
| U+1112F (69935) | 𑄯                | Markierung ohne Extrabreite             | Markierung ohne Extrabreite | CHAKMA VOWEL SIGN AU    | Chakma-Vokalzeichen Au      |
| U+11130 (69936) | 𑄰                | Markierung ohne Extrabreite             | Markierung ohne Extrabreite | CHAKMA VOWEL SIGN OI    | Chakma-Vokalzeichen Oi      |
| U+11131 (69937) | 𑄱                | Markierung ohne Extrabreite             | Markierung ohne Extrabreite | CHAKMA O MARK           | Chakma-O-Marke              |
| U+11132 (69938) | 𑄲                | Markierung ohne Extrabreite             | Markierung ohne Extrabreite | CHAKMA AU MARK          | Chakma-Au-Marke             |
| U+11133 (69939) | 𑄳                | Markierung ohne Extrabreite             | Markierung ohne Extrabreite | CHAKMA VIRAMA           | Chakma-Virama               |
| U+11134 (69940) | 𑄴                | Markierung ohne Extrabreite             | Markierung ohne Extrabreite | CHAKMA MAAYYAA          | Chakma-Maayyaa (Macron)     |
| U+11136 (69942) | 𑄶               | Dezimalziffer                           | links nach rechts           | CHAKMA DIGIT ZERO       | Chakma-Ziffer Null          |
| U+11137 (69943) | 𑄷               | Dezimalziffer                           | links nach rechts           | CHAKMA DIGIT ONE        | Chakma-Ziffer Eins          |
| U+11138 (69944) | 𑄸               | Dezimalziffer                           | links nach rechts           | CHAKMA DIGIT TWO        | Chakma-Ziffer Zwei          |
| U+11139 (69945) | 𑄹               | Dezimalziffer                           | links nach rechts           | CHAKMA DIGIT THREE      | Chakma-Ziffer Drei          |
| U+1113A (69946) | 𑄺               | Dezimalziffer                           | links nach rechts           | CHAKMA DIGIT FOUR       | Chakma-Ziffer Vier          |
| U+1113B (69947) | 𑄻               | Dezimalziffer                           | links nach rechts           | CHAKMA DIGIT FIVE       | Chakma-Ziffer Fünf          |
| U+1113C (69948) | 𑄼               | Dezimalziffer                           | links nach rechts           | CHAKMA DIGIT SIX        | Chakma-Ziffer Sechs         |
| U+1113D (69949) | 𑄽               | Dezimalziffer                           | links nach rechts           | CHAKMA DIGIT SEVEN      | Chakma-Ziffer Sieben        |
| U+1113E (69950) | 𑄾               | Dezimalziffer                           | links nach rechts           | CHAKMA DIGIT EIGHT      | Chakma-Ziffer Acht          |
| U+1113F (69951) | 𑄿               | Dezimalziffer                           | links nach rechts           | CHAKMA DIGIT NINE       | Chakma-Ziffer Neun          |
| U+11140 (69952) | 𑅀               | andere Interpunktion                    | links nach rechts           | CHAKMA SECTION MARK     | Chakma-Abschnittszeichen    |
| U+11141 (69953) | 𑅁               | andere Interpunktion                    | links nach rechts           | CHAKMA DANDA            | Chakma-Danda                |
| U+11142 (69954) | 𑅂               | andere Interpunktion                    | links nach rechts           | CHAKMA DOUBLE DANDA     | Chakma-Doppeldanda          |
| U+11143 (69955) | 𑅃               | andere Interpunktion                    | links nach rechts           | CHAKMA QUESTION MARK    | Chakma-Fragezeichen         |
| U+11144 (69956) | 𑅄               | anderer Buchstabe, Silbe oder Ideogramm | links nach rechts           | CHAKMA LETTER LHAA      | Chakma-Buchstabe Lhaa       |
| U+11145 (69957) | 𑅅                | Markierung mit Extrabreite              | links nach rechts           | CHAKMA VOWEL SIGN AA    | Chakma-Vokalzeichen Aa      |
| U+11146 (69958) | 𑅆                | Markierung mit Extrabreite              | links nach rechts           | CHAKMA VOWEL SIGN EI    | Chakma-Vokalzeichen Ei      |
| U+11147 (69959) | 𑅇               | anderer Buchstabe, Silbe oder Ideogramm | links nach rechts           | CHAKMA LETTER VAA       | Chakma-Buchstabe Vaa        |